# 4027 Mitton
4027 Mitton este un asteroid din centura principală, descoperit pe 21 februarie 1982 de Edward Bowell.